# Принц-регент Луитполд (линеен кораб, 1912)
Принц-регент Луитполд (на немски: SMS Prinzregent Luitpold) е линеен кораб на Германския императорски военноморски флот. Петият и последен кораб от типа линейни кораби „Кайзер“. Взема участие в Първата световна война. Кръстен е в чест на принцът-регент на Бавария Луитполд Баварски. „Принц-регент Луитполд“ изначално е проектиран за флагмански кораб на флота и има специално оборудвани бойни рубки, ходови мостици и помещения за разполагането на щаб. Както и четирите други еднотипни линкора, участва във всички основни операции през войната, включая и Ютландското сражение от 31 май – 1 юни 1916 г. Линкорът „Луитполд“, в края на 1917 г., взема участие в Операция „Албион“, нападението над принадлежащите на Руската република острови в Рижкия залив.

## Проектиране
По проект на дредноута „Принц-регент Луитполд“ трябва да има комбинирана силова установка, състояща се от два комплекта турбини и един дизел с голяма мощност.
В помещенията на машинното отделения са поставени два по-мощни, отколкото на систършиповете, турбоагрегата с мощност 26 000 к.с. (по 13 000 к.с. на турбинна установка), въртящи два трилопастни гребни винта с диаметър 4 м, което при честота на въртене на валовете средно от 270 об/мин, трябва да осигури на кораба скорост на хода 20 възела.
Също така според проекта трябва да има двутактов дизел с мощност 12 000 к.с., въртящ средния винт, което трябва да осигурява на кораба икономичната скорост от 12 възела. Общата мощност на двете паротурбинни установки и дизела съставлява 38 000 к.с. и при съвместната им работа пълната скорост на „Принца-регент Луитполд“ трябва да достига 22 възела.

## Конструкция
Prinzregent Luitpold има два набора парни турбини „Парсънс“, получаващи пара от 14 тънкотръбни двуогнищни котела военноморски тип, изработващи пара с работно налягане 16 атм. с обща повърхност на нагряване от 5950 м². За разлика от другите линкори в серията, кораба е предназначен за използване на дизелов двигател на средния вал. Обаче изготвяният от завода „Германия“, в Ховалд, дизелов двигател така и не е доведен до работоспособно състояние, за това така и не е поставян, средното машинно отделение остава празно, а вала с винта към него отсъства, поради което Prinzregent Luitpold е малко по-бавен, отколкото другите кораби на серията, които имат три турбини. Проектната скорост, без оглед на дизела, съставлява 20 възела. Кораба развива максимална скорост от 21,7 възела (40,2 км/ч; 25,0 мили в час). Запаса гориво съставлява 3200 тона въглища, което позволява максималната далечина на плаване от 7200 морски мили (13 340 км; 8286 мили) на крайцерска скорост от 12 възела (22 км/ч; 14 мили в час). Метацентричната му височина съставлява 2,59 м. Устойчивостта е максимална при крен от 28° и нулева при 62°.

### Въоръжение
Главният калибър съставляват десет 305-мм оръдия 30.5 cm SK L/50 C/08 с дължина на ствола от 50 калибра. Оръдията имат клинов затвор система Круп. Те са разположени в установките образец 1909 г. Drh.LC/1909 с ъгъл на снижение −8° и ъгъл на възвишение 13,5°. Впоследствие ъглите са изменени на −5,5° и +16° съответно. По време на Ютландското сражение „Принц-регент Луитполд“ може да вдига оръдията си до 16°, което му осигурява максимална далечина на стрелбата до 22 400 ярда (20 480 м). Заряда се състои от две части – основен в месингова гилза и допълнителен в копринен картуз. До подаването му в бойното отделение на кулата допълнителният заряд се намира в месингов пенал. Общото тегло на барутния заряда съставлява 125,5 кг. При ъгъл на възвишение от 13,5° той осигурява на 405,5 кг бронебоен снаряд начална скорост от  855 м/с и далечина на стрелбата от 18 000 м, при 16 ° 20 400 м. Максималната им скорострелност е три изстрела в минута. Общият им боекомплект съставлява 860 снаряда – по 86 на оръдие.
Средната артилерия се състои от четиринадесет 150-мм оръдия 15 cm/45 SK L/45 с дължина на ствола 45 калибра, в каземати. Ъгъла на снижаване на оръдията съставлява −8°, а на възвишение +16°. Максималната далечина на стрелба съставлява 13 500 м, през 1915 г. е увеличена до 16 800 м.

## Боен път
Влиза в III линейна ескадра. Тя се командва едновременно с 5-а дивизия от контраадмирал Функе, младши флагман е контраадмирал Шауман. В състава на ескадрата влизат: „Принц-регент Луитполд“ (флагмански кораб на командващия ескадрата и едновременно на 5-а дивизия), „Кайзерин“, „Кайзер“ (в качеството на флагмански кораб на младшия флагман), „Кьониг Алберт“, „Кьониг“ и „Гросер Курфюрст“.

### Ютландска битка
По време на Ютландското сражение „Принц-регент Луитполд“ не получава попадения от вражески снаряди и повреди.
През август 1917 г. отказват да се подчиняват на своите командири екипажите на корабите „Принц-регент Луитполд“ и „Фридрих дер Гросе“. На 6 юни и 19 юли екипажите протестират против ниското качество на хранителните продукти, които започват да получават, и от 2 август 800 души обявяват гладна стачка. Ръководителите на стачката са дадени на полевия съд, двама огняра са разстреляни, но революционните настроения остават и стават все по-заплашителни, тъй като се стимулират от успехите на революцията в Русия. За периода от юни до септември 1917 г. няма бойни действия в Северно море с участието на големи кораби на противниците.

### Операция „Албион“
След превземането на Рига, през септември 1917 г., германското морско командване планира през октомври да проведе в Балтийско море една от най-големите операции на кайзеровия флот по стоварване на десант и превземането на намиращите при входа на Рижкия залив острови Езел, Моон и Даго.
През септември „Кьониг“, „Кронпринц“, „Гросер Курфюрст“, „Маркграф“ в състава на III линейна ескадра преминават в Балтийско море, отначало за провеждането на учения, от 11 до 21 септември, а след това, с пристигането им в Кил, влизат в състава на „специално съединение“, за да вземат участие в операции по превземането на островите. Заедно тях в Балтийско море преминават и линкорите от IV линейна ескадра. За провеждането на десантната операция към 15 септември на „Кайзер“ е събран щаб и е сформирано „специално съединение“ под командването на вицеадмирал Шмид. От 19 септември вместо „Кайзер“ за флагмански кораб на съединението е назначен линейният крайцер „Молтке“.
Освен „Молтке“ в операцията в състава на „специалното съединение“, от 11 до 19 октомври, са задействани 10 дредноута от III („Байерн“, „Кьониг“, „Кронпринц“, „Гросер Курфюрст“ и „Маркграф“) и IV („Кайзер“, „Фридрих дер Гроссе“, „Кайзерин“, „Принц-регент Луитполд“, „Кьониг Алберт“) линейни ескадри.
Операцията започва в утрото на 12 октомври. На 18 октомври немците овладяват остров Моон (Муху). Към 20 октомври, боевете на островите постепенно затихват. На 24 октомври „Принц-регент Луитполд“ се връща в Кил.